# Etzella Ettelbruck
FC Etzella Ettelbruck (lux. FC Etzella Ettelbréck) is een Luxemburgse voetbalclub uit Ettelbruck. De club werd opgericht in 1917 en speelt de thuiswedstrijden in het Stade am Deich. 

## Geschiedenis
In 1917 werd FC Etzella Ettelbruck opgericht. Tijdens de Duitse bezetting werd de naam veranderd naar Fußballverein Ettelbruck. De oude naam keerde in 1944 terug. 
Het eerste grote succes was de promotie naar de hoogste klasse in 1971. Etzella kon daar tot 1981 standhouden. In het seizoen 1983/84 keerde de club voor één seizoen in de Nationaldivisioun terug. Daarna verbleef de club in de Éirepromotioun tot 1992. De terugkeer in de hoogste klasse in 1993 eindigde met een degradatie na een vierde plaats in de eindronde voor promotie/degradatie.
In 2000 werd de club kampioen van de Éirepromotioun en haalde in 2001 de Beker van Luxemburg binnen en werd het derde in de competitie. Het volgende seizoen sloot Etzella als laatste af. In tweede divisie werd het weer kampioen en haalde in 2003 en 2004 opnieuw de bekerfinale, welke beide werden verloren tegen respectievelijk CS Grevenmacher en F91 Dudelange. Ook in 2019 werd de bekerfinale verloren, nogmaals tegen F91.
Met regelmatige promoties en degradaties naar en uit de Nationaldivisioun is Etzella een echte liftploeg.

### Europa
Sinds het seizoen 2001/02 heeft FC Etzella Ettelbruck enkele keren meegespeeld aan Europees voetbal. Dertien optredens werden verloren en slechts drie keer werd een gelijkspel behaald.

## Erelijst
- Éirepromotioun

Kampioen: 2000, 2003, 2018
- Luxemburgse voetbalbeker

Winnaar: 2001
Finalist: 2003, 2004, 2019
- Supercup

Winnaar: 2019

## Eindklasseringen vanaf 1946
| 10 |

| 8 |

| 1 |

| 8 |

| 1 |

| 4 |

| 1 |

| 10 |

| 7 |

| 6 |

| 10 |

| 7 |

| 5 |

| 8 |

| 2 |

| 12 |

| 6 |

| 3 |

| 1 |

| 9 |

| 11 |

| 6 |

| 2 |

| 4 |

| 4 |

| 2 |

| 6 |

| 5 |

| 7 |

| 7 |

| 4 |

| 8 |

| 4 |

| 6 |

| 10 |

| 11 |

| 3 |

| 2 |

| 12 |

| 6 |

| 5 |

| 3 |

| 3 |

| 5 |

| 4 |

| 1 |

| 2 |

| 10 |

| 2 |

| 10 |

| 3 |

| 3 |

| 3 |

| 5 |

| 1 |

| 4 |

| 12 |

| 1 |

| 3 |

| 2 |

| 3 |

| 2 |

| 4 |

| 8 |

| 8 |

| 13 |

| 2 |

| 11 |

| 6 |

| 7 |

| 13 |

| 4 |

| 1 |

| 10 |

| 10 |

| 15 |

| 10 |

| 15 |

| 5 |

| 8 |

| Nationaldivisioun | Éirepromotioun | 1. Divisioun | 2. Divisioun |

## In Europa
#Q = #kwalificatieronde, #R = #ronde, T/U = Thuis/Uit, W = Wedstrijd, PUC = punten UEFA coëfficiënten .
Uitslagen vanuit gezichtspunt Etzella Ettelbruck
| Seizoen                                                    | Competitie         | Ronde | Land             | Club                | Totaalscore | 1e W    | 2e W    | PUC |
| ---------------------------------------------------------- | ------------------ | ----- | ---------------- | ------------------- | ----------- | ------- | ------- | --- |
| 2001/02                                                    | UEFA Cup           | Q     | Vlag van Polen   | Legia Warschau      | 1-6         | 0-4 (T) | 1-2 (U) | 0.0 |
| 2003/04                                                    | UEFA Cup           | Q     | Vlag van Kroatië | NK Kamen Ingrad     | 1-9         | 1-2 (T) | 0-7 (U) | 0.0 |
| 2004/05                                                    | UEFA Cup           | 1Q    | Vlag van Finland | FC Haka Valkeakoski | 2-5         | 1-2 (U) | 1-3 (T) | 0.0 |
| 2005/06                                                    | UEFA Cup           | 1Q    | Vlag van IJsland | ÍB Keflavík         | 0-6         | 0-4 (T) | 0-2 (U) | 0.0 |
| 2006/07                                                    | UEFA Cup           | 1Q    | Vlag van Zweden  | Åtvidabergs FF      | 0-7         | 0-4 (U) | 0-3 (T) | 0.0 |
| 2007/08                                                    | UEFA Cup           | 1Q    | Vlag van Finland | HJK Helsinki        | 0-3         | 0-2 (U) | 0-1 (T) | 0.0 |
| 2008                                                       | UEFA Intertoto Cup | 1R    | Vlag van Georgië | Lokomotivi Tbilisi  | 2-2 u       | 0-0 (T) | 2-2 (U) | 0.0 |
|                                                            |                    | 2R    | Vlag van Rusland | FK Saturn           | 1-8         | 0-7 (U) | 1-1 (T) | 0.0 |
| Totaal aantal behaalde punten voor UEFA coëfficiënten: 0.0 |                    |       |                  |                     |             |         |         |     |

Zie ook
- Deelnemers UEFA-toernooien Luxemburg
- Ranglijst van alle clubs die in de diverse Europa Cups zijn uitgekomen

## Bekende (oud-)spelers
- Ben Federspiel
- Ralph Ferron
- Eric Hoffmann
- Luc Holtz
- Patrick Posing
- Claude Reiter
- David Turpel
- Jean Vanek